# سقف تیرچه و بلوک
سقف تیرچه بلوک سقف‌هایی است که ترکیب تیرچه و بلوک سبک سیمانی یا بلوک سفالی و یا بلوک پلی استایرن (یونولیت)است.سقف های تیرچه بلوک به دو دسته کلی سقف های با تیرچه پاشنه بتنی و سقف های با تیرچه پاشنه فولادی (کرومیت) تقسیم بندی می شوند.
حال آنکه هر یک از این نوع سقف ها به لحاظ جزئیات اجرایی و نیز بلوک مصرفی تنوع دارند (مانند سقف هایی با بلوک بتنی، بلوک سفالی، بلوک پلی استایرن و …).
می‌دانیم که کلیه مصالح ساختمانی به جز فولاد تحمل نیروهای کششی را ندارد در این صورت وجود بتن یا هر عضو دیگری علاوه بر اینکه کمکی به تحمل نیروهای وارده نمی‌کند بلکه بار مرده سقف یا دال را بالا می‌برد که برای تحمل آن به‌ناچار باید از فولاد بیشتری استفاده کنیم بدین ترتیب در سقف‌های تیرچه بلوک بتن ناحیه کشش حذف شده‌است و فقط آن مقدار بتن که باید فولادهای کششی را در خود جای دهد نگهداری می‌شود (بتن پاشنه تیرچه) حذف بتن کششی در سقف‌های تیرچه بلوک که به وسیلهٔ بلوک جایگزین می‌شود باعث شده این نوع سقف‌ها از لحاظ اقتصادی بسیار مقرون به صرفه باشد و روز به روز بر مصرف آن اضاف شود. خلاصه آنکه سقف تیرچه بلوک عبارتند از تعدادی تیرT شکل که کنار یکدیگر قرار می‌گیرند. اجزای تشکیل دهندهٔ سقف‌های تیرچه بلوک عبارتند از تیرچه – بلوک –بتن بالا یا درجا که در بالای سقف قرار می‌گیرد و باعث اتصال تیرچه‌ها می‌شود که این امر باعث یکپارچه کار کردن اجزا می‌شود. بتن به کار رفته نیز در قسمت فشاری سقف قرار می‌گیرد.

## بلوک
بلوک قطعه‌ای است سفالی یا بتنی که بین تیرچه‌ها قرار گرفته و هیچ نوع باری را تحمل نمی‌کند و فقط به منزله قالب بندی بتن بالا و همچنین قالب بندی جان تیرT شکل برای بتن در جا می‌باشد. ابعاد بلوک۲۵×۲۰×۴۰ است و اگر بار سقف زیاد یا دهانه بزرگ باشد که مجبور باشیم از تیرچه با خرپای بلند استفاده کنیم در این صورت باید بلوک با ارتفاع ۲۵سانتی‌متر بکار برده شود. برای سقف‌هایی که به علت‌های محاسباتی مجبوریم ضخیم‌تر اجرا کنیم باید از بلوک‌های ۲تکه استفاده کنیم و ارتفاع این بلوک‌ها وقتی که روی هم قرار گیرند بر حسب محل مصرف تا ۳۵ سانتی‌متر هم می‌رسند و به دلیل این که این بلوک‌ها به صورت کام و زبانه هستند وقتی که روی هم قرار گیرند یکپارچه عمل می‌کنند. وزن بلوک سفالی در حدود۷تا ۱۰کیلوگرم و وزن بلوک بتنی در حدود۱۵تا۲۰ کیلوگرم می‌باشد در هر حال وزن بلوک باید به اندازه‌ای باشد که کارگر بتواند به راحتی آن را حمل کند، البته وزن بلوک هر قدر کمتر باشد بهتر است زیرا بار مرده سقف کمتر خواهد شد. سطح بالایی بلوک قالب بتن را تأمین می‌کند و سطح زیرین ان برای گچ و خاک و سفید کاری اتاق‌ها می‌باشد و سطح‌های اطراف قالب جان تیر T شکل بتن درجا می‌باشد و زاویهٔ آلفا سطح مقطع بیشتر جان تیر T شکل را تأمین کند. خاصیت مکندگی بلوک از ۲۰٪ بیشتر نباشد و کمتر از ۱۳٪ نیز نباید باشد زیرا در غیر این صورت کلیهٔ آب ملات را مکیده و باعث فساد آن می‌شود یا این که تمایلی به مکیدن آب ملات نداشته که در این صورت گچ و خاک به آن نمی‌چسبد و طبله می‌کند. مصالح مصرفی برای تهیه بلوک می‌تواند از یونولیت یا مقوا و غیره باشد که این‌ها در ایران رایج نیست و بیشتراز بلوک سفالی یا بتنی استفاده می‌شود. به هر حال جنس بلوک باید طوری باشد که با بتن در جا ترکیب شیمیایی نداشته باشد.

## تیرچه
رایجترین نوع تیرچه در ایران که اکثر مهندسین ایرانی از آن استفاده می‌کنند تیرچه با خرپا می‌باشد که این نوع تیرچه تشکیل شده‌است از خرپا که اغلب از میلگرد ساخته می‌شود. بتن پاشنه، اگر برای ریختن بتن پاشنه از قالب سفالی استفاده شود به آن تیرچه با کفشک گفته می‌شود. تیرچه پیش فشرده نیز در بعضی از ساختمان‌ها مورد استفاده قرار می‌گیرد و به جاي ميلگرد از واير استفاده ميگردد به کار رفته و در جاهايي كه بنا بشرايط ميلگرد وجود ندارد تا حدودي و بنا بر رعايت مواردي از قبيل نزديك كردن اكس هاي تيرچه نسبت بهم استفاده ميگردد . نوع بعدي تيرچه كروميت است كه بجاي پاشنه بتن از ورق اهن به عرض سيزده سانت استفاده ميگردد .اجزای تشکیل دهنده خرپای تیرچه عبارتند از:میلگرد بالا-میلگرد مياني يا زيگزاگ یا عرضی- آهن پایین یا میلگردهای کششی. میلگردهای بالا عضو بالای خرپا بوده و قطر آن نباید از ۶ میلی‌متر کمتر از ۱۲ میلی‌متر بیشتر باشد (توصیه می‌شود از میلگرد۱۰یا۱۲ آجدار استفاده شود) ارتفاع خرپای تیرچه باید به اندازه‌ای باشد که میلگرد بالا قدری بالاتر از سطح بلوک قرار گرفته و دربتن پوشش قرار گیرد. میلگرد عرضی عضو مورب خرپا را تأمین می‌کند و نیروهای برشی سقف را تحمل می‌کند. حداقل سطح مقطع میلگردهای عرضی نباید ازbwt 0015/ کمتر باشد که در آن bwعرض جان تیرو t فاصله دو میلگرد عرضی متوالی از یکدیگر است. زاویه میلگردهای عرضی با آهن پایین بین ۳۰تا ۴۵ درجه می‌باشد. قطر آهن عرضی بین ۵ تا ۱۰ میلی‌متر است و حداکثر فاصله میلگردهای عرضی از یکدیگر۲۰سانتی‌متر می‌باشد. آهن پایین یا میلگردهای کششی ممان‌های مثبت وسط دهانه را تحمل می‌کنند. حداقل میلگردهای پایین که سرتا سر طول تیرچه را طی می‌کند دو عدد می‌باشد که قطر آن از ۸میلی‌متر کمتر و ۱۶ میلی‌متر بیشتر نباید باشد. حداقل سطح مقطع میلگردهای کششی برای فولادهایی که حد جاری شدن ان پایین است۰۰۲۵/ و آن‌هایی که حد جاری شدنشان بالای ۰۰۱۵/سطح مقطع جان تیر می‌باشد و حداکثر سطح مقطع آن نباید۵/۲٪ سطح مقطع جان تیر بیشتر باشد. اگر ضخامت بتن پاشنه تیرچه ۵/۵ سانتی‌متر یا بیشتر باشد می‌توان با استفاده از فولادهای کششی به قطر۱۸تا۲۰ میلی‌متر آن را انجام دهیم. حداقل فاصله میلگردهای کششی از همدیگر باید ۵ میلی‌متر بیشتر از بزرگترین دانه بتن مصرفی باشد. برای این که چسبندگی بیشتری بین فولاد و بتن ایجاد شود بهتر است که تمام میلگردها به صورت آجدار استفاده شود.

## محدودیتهای تیرچه
برای تأمین تکیه گاه بلوک بتن پاشنه باید صاف ریخته شود و حداقل پهنای بتن پاشنه ۱۰ سانتی‌متر یا ۱ تقسیم بر ۵/۳ ضخامت کل سقف است و حداکثر آن ۱۶ سانتی‌متر می‌باشد. ضخامت بتن پاشنه ۵/۴ تا ۵/۵ سانتی‌متر می‌باشد و باید به اندازه‌ای باشد که کلیه آهن‌های کششی در بتن آن غوطه ور باشند. حداقل فاصله تار خارجی آهن‌های کششی از کف بتن پاشنه ۱۵ میلی‌متر و از لبه‌های کناری بتن و سطح فوقانی آن ۱۰ میلی‌متر است. اگر از تیرچه در هوای آزاد استفاده شود باید حتماً سقف از زیر به وسیلهٔ اندود ماسه و سیمان به ضخامت۱۵ میلی‌متر پوشانده شود. فاصله میلگردهای کششی در بتن پاشنه باید حداقل ۵ میلی‌متر بیشتر از درشت‌ترین دانه بتن باشد. بتن پاشنه باید ریزدانه بوده و عیار آن ٢٥٠ کیلوگرم سیمان در متر مکعب شن و ماسه باشد. اگر به دلایلی حال یا محاسباتی یا آئین‌نامه ای مجبور باشیم که در ناحیه کشش بیشتر از ۲ میلگرد قرار دهیم می‌توانیم برای صرفه جویی میلگرد سوم را از دوم کوتاه‌تر در نظر گرفته و طول این میلگرد با توجه به منحنی ممان تعیین می‌گردد. برای استقرار میلگرد میانی باید از میلگرد اتصال استفاده کنیم. این میلگرد در عرض عضو کششی خرپای تیرچه قرار گرفته و به میلگردهای کششی متصل می‌شوند. قطر آن ۶ تا ۸ میلی‌متر کافی است و طول ان به اندازه عرض خرپای تیرچه می‌باشد و تعداد آن در هر متر طول ۲ عدد کافی است.

## سقف تیرچه بلوک
حداکثر فاصله ۲ تیر نباید از ۷۰ سانتی‌متر بیشتر باشد ولی اغلب مهندسین ایرانی فاصله ۲ تیرچه را ۵۰ سانتی‌متر محاسبه می‌کنند به همین دلیل تمام بلوک‌های موجود در بازار۴۰ سانتی‌متر می‌باشد. حداقل ضخامت سقف اگر تکیه‌گاه تیرچه را ساده محاسبه کنیم۱ تقسیم بر ۲۰ دهانه می‌باشد و اگر تکیه‌گاه را گیر دار یا نیمه گیر دار محاسبه کنیم می‌توانیم ضخامت سقف را تا ۱ بر ۲۶ دهانه اجرا کنیم. برای بارهای یکنواخت یا استاتیک، سقف تیرچه بلوک مناسب می‌باشد و برای بارهای دینامیک و متمرکز مانند پارکینگ و ... نباید از تیرچه بلوک استفاده شود. برای سقف‌های تیرچه بلوک حداکثر دهانه ۸ متر است ولی بهتر است از سقف‌های ۵/۶ متر بیشتر برای سقف‌های تیرچه بلوک استفاده نشود. حداکثر بار تا ۸۰۰کیلوگرم بر متر مربع را می‌توان به وسیلهٔ سقف تیرچه بلوک پوشانید و برای بارهای بیشتر بهتر است از دو تیرچه کنار هم استفاده کنیم.

## محدودیتهای بتن بالا
ضخامت بتن پوشش حداقل ۵ سانتی‌متر یا۱ بر ۱۲ فاصله محور تا محور تیرچه‌ها می‌باشد. با توجه به این که بتن پوشش در ناحیه فشار قرار دارد و هیچگونه بار کششی را متحمل نمی‌شود پس در این صورت به هیچگونه میلگردی احتیاج ندارد ولی عملاً ۲ سری میلگرد چپ و راست در آن قرار می‌دهند که به آن میلگرد حرارتی گویند. این نوع میلگردها تنش‌های اتفاقی و همچنین افت حرارتی را تحمل می‌کنند. اگر میلگرد بالای تیرچه طوری گذاشته شود که قدری بالاتر از سطح بلوک در بتن پوشش قرار گیرد می‌توان از آن به جای میلگرد حرارتی استفاده نمود. در این صورت یک سری میلگرد حرارتی عمود برجهت تیرچه کافی می‌باشد (در صورتی که فاصله میلگردهای حرارتی موازی از یکدیگر بیش از ۳۰ سانتیمتر نشود؛ ولی برای تیرچه‌های پیش تنیده که میلگرد خرپا ندارد حتماً باید دو سری میلگرد١٠ اجدار  چپ و راست حرارتی گذاشته شود كه اين نيز يكي ديگر از معايب اين نوع تيرچه‌ها ميباشد . فاصله میلگردهای حرارتی از یکدیگر ۱۳ سانت می‌باشد ولی بهتر است فاصله آن‌ها از یکدیگر از ۱۳ سانتی‌متر بیشتر نشود. میلگردهای حرارتی باید ۲ سانتی‌متر پایین‌تر از سطح فوقانی بتن پوشش قرار گیرد و حداقل قطر میلگردهای حرارتی برای فولادهای با حد روانی پایین ۵ و برای فولادهای حد روانی بالای ۴ میلی‌متر است ولی توصیه می‌شود از میلگرد ساده ٦ یا ٨ میلی‌متر استفاده شود .حداقل سطح مقطع فولادهای حرارتی در جهت امتداد تیرچه ۲۵/۱ در هزار و در جهت عمود ان ۷۵/۱ در هزار سطح مقطع بتن پوشش می‌باشد. حداقل فاصله دو بلوک (تأمین‌کنندهٔ جان تیر T شکل) ۵/۶ سانتی‌متر است ولی عملاً با توجه به این که عرض تیرچه ۱۰ سانتی‌متر می‌باشد این فاصله در حدود ۵/۷ سانتی‌متر است در محاسبه تیرچه‌ها آن را با تکیه‌گاه ساده حساب می‌کنند در این صورت فقط ممان مثبت وسط دهانه را تحمل می‌کند و در تکیه گاه‌ها به میلگرد احتیاج ندارد ولی عملاً برای مقابله با نیروهای احتمالی تیرآهن بالای هر تیرچه یک عدد میلگرد ۱۰ یا ۱۲ آجدار به طول ۱ بر ۵ دهانه قرار می‌دهند که اصطلاحاً در کارگاه به آن آهن منفی گویند. برای تیرچه‌های کناری آهن منفی باید با گونیا انجام دهیم و این خم باید روی پل فلزی یا متصل به میلگردهای تیر بتنی باشد. همچنین در وسط سقف اگر دو تیر چه دو طرف یک پل مقابل یکدیگر واقع شوند باید روی هر دو یک آهن ممان منفی قرار دهند و اگر دو تیرچه دو طرف پل مقابل یکدیگر نبودند باید مانند تیرچه‌های کناری عمل کنیم و برای هر کدام یک آهن ممان منفی جدا گانه قرار دهند. علاوه بر آن باید انتهای هر تیرچه به یک عدد قلاب ختم گردد که این از روی پل شروع شده و با زاویه ۴۵ درجه به بتن پاشنه تیرچه برسد و حدود ۵۰ سانتی‌متر روی بتن پاشنه باید ادامه پیدا کند قطر آهن قلاب حداقل ۱۰ فی می‌باشد.
بعد از چیدن تیرچه و بلوک روی سقف میلگردهای حرارتی را می‌چینند. قطر میلگرد حرارتی حداقل ۶ میلی‌متر و فاصله آن‌ها از یکدیگر حداکثر ۳۰ سانتی‌متر و جهت آن‌ها عمود بر میلگرد بالای تیرچه می‌باشد. اگر از تیرچه پیش فشرده استفاده کنیم باید میلگرد حرارتی حتماً در دو جهت چپ و راست چیده شود و اين يكي ديگر از معايب تيرچه پيش تنيده ميباشد كه اهن بيشتري مصرف ميگردد، ولی در تیرچه‌های معمولی می‌توان چنین تصور کرد که آهن بالای تیرچه کار آهن حرارتی را انجام می‌دهد كه مقرون بصرفه ترند در این صورت یک ردیف آهن حرارتی عمود بر جهت تیرچه کافی می‌باشد. آن گاه میلگرد ممان منفی را به آهن بالای تیرچه وصل می‌کنیم که طول میلگرد ممان منفی در حدود ۱ بر ۵ دهانه است. باید تیرچه‌های دو طرف یک پل طوری چیده شود که آهن بالای آن‌ها مقابل یکدیگر واقع شود تا گذاشتن میلگرد ممان منفی میسر باشد و اگر تیرچه‌های دو طرف یک پل مقابل همدیگر قرار نگرفت باید برای هر تیرچه یک میلگرد جدا به طول حدود ۲ متر طوری روی تیرچه قرار دهند که حداقل ۷۵ سانتی‌متر آن در بتن دهانهٔ مقابل واقع شود. بعد آهن‌های قلاب را قرار می‌دهند. این آهن‌ها از روی پل شروع شده و با زاویه ۴۵ درجه خم می‌گردد تا به کف تیرچه برسد و در حدود ۴۰تا ۵۰ سانتی‌متر نیز روی تیرچه ادامه پیدا می‌کند.
اگر برای آهن قلاب و آهن ممان منفی از میلگرد ساده استفاده شود باید به قلاب ختم گردد و اگر از آهن آجدار استفاده شود باید به گونیا خاتمه یابد. با وجود اینکه تیرچه با تکیه‌گاه ساده محاسبه می‌شوند طبق محاسبات هیچگونه ممانی را در تکیه‌گاه تحمل نمی‌کند و در آن نقطه احتیاج به فولاد ندارد ولی عملاً برای ممان‌های احتمالی مخصوصاً برای مقابله در برابر زلزله در تکیه گاه‌ها از میلگردهای ممان منفی و قلاب استفاده می‌کنیم و برای تنش‌های حاصل از افت حرارتی از میلگردهای حرارتی استفاده می‌شود..[۶]

## سقف تیرچه بلوک در ساختمان‌های اسکلت فلزی
استفاده از تیر لانه زنبوری مجاز نیست و اجرای سقف نیازمند طراحی توسط مهندس سازه میباشد. اگر ضخامت پل بیشتر از ۲۵ سانتی‌متر بیشتر باشد با توجه به این که ضخامت بتن روی بلوک ۵ سانتی‌متر باید بتن اختلاف سطح پل و بلوک با زاویه ی۴۵ درجه ریخته شود. آنگاه این اختلاف سطح را در موقع فرش بابتن سبک پر می‌کنند. برای تکیه‌گاه تیرچه باید چند سانتی‌متر از آهن‌های تیرچه را لخت‌کنیم و آن را روی بال تیر آهن قرار دهیم برای گیرایی بیشتر تیرچه به پل مخصوصاً در موقع وقوع زلزله باید تمام تیرچه‌ها با قلاب به تیر وصل شود. برای تحمل ممان‌های منفی باید روی آهن بالای کلیهٔ تیرچه‌ها آهن ممان منفی گذاشته شود و اگر تیرچه‌های دو طرف یک پل درست مقابل همدیگر نباشند باید برای هر تیرچه یک آهن ممان منفی یک طرفه گذاشته شود. برای آنکه تیرچه‌ها مقابل همدیگر واقع شوند باید در همهٔ دهانه‌ها تیرچه چینی از یک سمت شروع شود و برای اینکه در هنگام اجرا لوله‌های تأسیساتی مخصوصاً فاضلاب به مشکل نخوریم باید تیرچه‌های همهٔ دهانه‌ها در همهٔ طبقات از یک طرف چیده شود.

## کلاف‌های عرضی
در سقف‌های تیرچه بلوک اگر دهانهٔ سقفی بیش از ۳ متر باشد باید در هنگام بلوک چینی درست وسط دهانه عمود بر جهت تیرچه‌ها فاصله‌ای در حدود ۱۰ سانتی‌متر ایجاد نمود که به این کلاف عرضی گویند. در این محل باید ۲ عدد میلگرد به قطر ۱۰ میلی‌متر یکی در بالا و یکی در پایین قرار داد که میلگرد بالا به آهن بالای تیرچه و میلگرد پایین به مار تحقیقات و معیارهای فنی سازمان برنامه و بودجه این دهانه را ۲/۴ متر پیشنهاد کرده‌است. اگر دهانه‌ای از ۵/۴ متر بیشتر باشد ۲ کلاف عرضی باید گذاشته شود.

## کاربرد این سقف در ساختمان‌های آجری
در ساختمان‌های آجری اگر بخواهیم از سقف تیرچه بلوک استفاده کنیم باید حتماً روی دیوار حمال شناژ افقی اجرا نماییم. پهنای این شناژ مساوی پهنای دیوار و بلندی اندر حدود ۳۵ تا ۴۰ سانتی‌متر است و باید حداقل به ۴ میلگرد ۱۲ تا ۱۴ مجهز گردد.

## کاربرد این سقف در ساختمان‌های بتنی
اگر سقف تیرچه بلوک در ساختمان‌های بتنی اجرا گردد از آنجا که ممکن آست ارتفاع پلی که سقف به آن منتهی می‌شود بلندتر از سقف باشد بهتر است این اختلاف ارتفاع را در کنار پل به وسیلهٔ بتن با زاویهٔ ۴۵ درجه پر نماییم و بقیهٔ سطح را با بتن سبک یا پوکه هم سطح نماییم. طول کنسول بتنی باید۱ بر ۴ طول سقفی باشد که کنسول به آن متکی است. سر تیرچه‌های کنسول باید چند سانتی‌متر بالاتر رگلاژ شود. آهن ممان منفی در روی کنسول باید به وسیلهٔ محاسبه تعیین گردد. زیرا کلیه بار کنسول به وسیله همین آهن‌ها تحمل می‌گردد و باید در حدود ۵/۲ تا ۳ برابر طول کنسول در سقف ریشه داشته باشد. در موقع رگلاژ تیرچه باید کمر تیرچه‌ها حدود ۲ تا ۳ سانتی‌متر از ۲ سر آن بلندتر باشد تا پس از بتن ریزی و قالب برداری اگر قرار است افت کند مسطح شود.
تیرچه و لایه‌های روی آن عیار بتن روی بلوک ۳۰۰ تا ۳۵۰ کیلوگرم سیمان در متر مکعب شن و ماسه می‌باشد و ضخامت آن بر روی بلوک ۵ سانتی‌متر است برای راحتی کار اگر جلو دست. بنایی که مشغول پهن کردن و ماله کشی بتن روی بلوک می‌باشد یک عدد آجر فشاری که معمولاً ضخامت آن ۵ سانتی‌متر است قرار دهند کنترل ضخامت بتن روی بلوک آسان تر می‌شود. بتن روی ۲ تیرچه در فاصله دو بلوک قرار می‌گیرد و باید کاملاً تو پر بوده و کرمو نباشد. به همین دلیل در حین بتن ریزی باید آن را با سر تیر چوبی نازکی کوبیده ویا با ویبراتور لرزانید، ویبره کردن بیش از حد بتن باعث تفکیک اجزای آن می‌شود.

## حفره عبور کانال تأسیساتی
برای عبور لوله‌های تأسیساتی مثل آب، شوفاژ و کانال کولر از سقف باید حتی‌المقدور آن‌ها را به گونه‌ای طراحی کنیم که هر رایزر، عرضی کمتر از ۴۰ سانتی‌متر را اشغال کند. زیرا در این صورت با شکستن یک بلوک، عبور لوله‌ها از سقف به راحتی انجام می‌شود و صدمه‌ای به سقف نمی‌رسد؛ ولی گاهی برای عبور کانال کولر و دلایل دیگر عرض یک بلوک ۴۰ سانتی‌متر کافی نیست که در این صورت باید یک تیرچه قطع شود تا عرض بیشتری در اختیار داشته باشیم. برای تکیه‌گاه این تیرچهٔ قطع شده باید در محل تیر کوتاهی بریزیم. تکیه‌گاه این تیر جدید دو تیرچه مجاور از هر طرف می‌باشد که طول این تیر در حدود ۱ متر است که باید حداقل به ۴ میلگرد ۱۲ یا ۱۴ مجهز باشد که دو عدد در بالا و دو عدد در پایین قرار می‌گیرد. این میلگردها باید تا روی تیرچه‌های بعدی نیز ادامه یابد؛ و از بالا به آهن بالای تیرچه‌های مجاور و از پایین به یک خم ۴۵ درجه به آهن پایین تیرچه‌های مجاور بسته شود طول میلگردها به اندازه فاصله تیرچه‌ها می‌باشد.[٤]
جستارهای وابسته
- سقف عرشه فولادی